# Andrés Jaime
Andrés Jaime (Santa Fe, Argentina, 13 de marzo de 2000) es un baloncestista argentino que se desempeña en la posición de base en Regatas Corrientes de la Liga Nacional de Básquet de Argentina. En 2022 fue considerado como el Jugador Revelación de la temporada 2021-22 de la LNB.

## Trayectoria

### Clubes
| Club                    | País      | Año             |
| ----------------------- | --------- | --------------- |
| Unión de Santa Fe       | Argentina | 2016 - 2022     |
| Regatas Corrientes      | Argentina | 2022 - 2023     |
| Titanes de Barranquilla | Colombia  | 2023            |
| Regatas Corrientes      | Argentina | 2023 - Presente |

## Selección nacional
Jaime hizo su debut con la selección de baloncesto de Argentina el 28 de julio de 2023 en un partido amistoso ante Mexico.